# Mike Peyton
Mike Peyton, né le 20 janvier 1921, et mort le 25 janvier 2017, est un dessinateur britannique, décrit par son biographe comme « le meilleur humoriste du monde de la voile ».

## Biographie
Mike Peyton est né dans une famille de mineurs dans le Comté de Durham, son père était un mutilé de la Première Guerre mondiale.  Il ment sur son âge pour s'engager dans l'armée et rejoint les services de renseignements où il dessine des cartes du désert d'Afrique du Nord pendant la Seconde Guerre mondiale. Il passe la plupart de la guerre enfermé dans un camp de prisonnier malgré s'être évadé deux fois. Libéré par l'armée soviétique, il combat finalement aux côtés des troupes russes lorsqu'ils attaquent l'Allemagne Nazie par l'Est.
Après la guerre, il travaille en tant que dessinateur freelance pour le New Scientist pendant 35 ans. Il publie ses dessins dans de nombreux magazines comme Church of England Times, Corsetry & Underwear, Practical Boat Owner ou encore Yachting Monthly . Passionné de voile, ce caricaturiste qui dessine à l'encre de Chine et à la carte à gratter, a été le propriétaire de 13 bateaux. Son dernier, en ferro-ciment comme les deux précédents, Lodestone (12 mètres) et Brimstone (10,60 mètres), s'appelait Touchstone (11,50 mètres), ce qui l'amenait à dire en plaisantant que le "suivant s'appellera Tombstone (Pierre tombale) !" Pendant 40 ans, Mike Peyton poursuit en effet une activité de charter, accueillant à bord des stagiaires auxquels il laisse beaucoup d'autonomie. "Heureusement, quand on navigue, il se passe toujours quelque chose. N’importe quel plaisancier avec qui l’on parle assez longtemps à toujours des choses incroyables à raconter. Presque tout ce que je représente dans mes dessins est arrivé ou vient de ma propre expérience." Explique-t-il au journaliste de la revue Voiles &Voiliers, Eric Vibart. 
Ses nombreuses navigations à la voile (en particulier en Manche et en mer du Nord) ont été la source féconde de ses dessins d'humour. Dans les années 1975-1990, le succès de ses dessins s'est étendu aux Pays-Bas, en Allemagne, en France, dans les pays scandinaves, aux États-Unis et même au Japon où ils ont été repris dans les plus grandes revues nautiques. "Un bon dessin d’humour doit rester sur le fil du rasoir. Affirme Mike Peyton en 2011. Si vous ne riiez pas de mes dessins vous risqueriez d’en pleurer. On se situe toujours au bord du désastre."
À l'âge de 90 ans, atteint de dégénérescence maculaire, il arrête de dessiner et vend son dernier bateau. Ses dessins ont été réunis dans une vingtaine de livres (dont deux en français chez Gallimard). Certains ouvrages ont été traduits en danois et en allemand chez Delius Klasing Verlag. Sa biographie, Peyton : The World’s Greatest Yachting Cartoonist (Le meilleur caricaturiste nautique du monde), a été écrite par Dick Durham et publiée par Adlard Coles Nautical en 2010. En 2012, le Royal Cruising Club le récompense pour sa contribution au nautisme pendant sa vie.

## Vie personnelle
Il était marié à une auteure à succès, Kathleen Peyton (alias K.M.Peyton) et vivait avec elle près de North Fambridge, dans l'Essex. Ils sont parents de deux filles, Hilary et Veronica.